# Tunnel von Củ Chi
Die Tunnel von Củ Chi sind ein Tunnelsystem, in dem sich vietnamesische Partisanen im Vietnamkrieg von 1960 bis 1975 versteckt hielten. Der Kreis Củ Chi, nach dem die Tunnel benannt sind, liegt im Verwaltungsgebiet von Thành phố Hồ Chí Minh (Hồ-Chí-Minh-Stadt).

## Củ Chi während des Vietnamkriegs

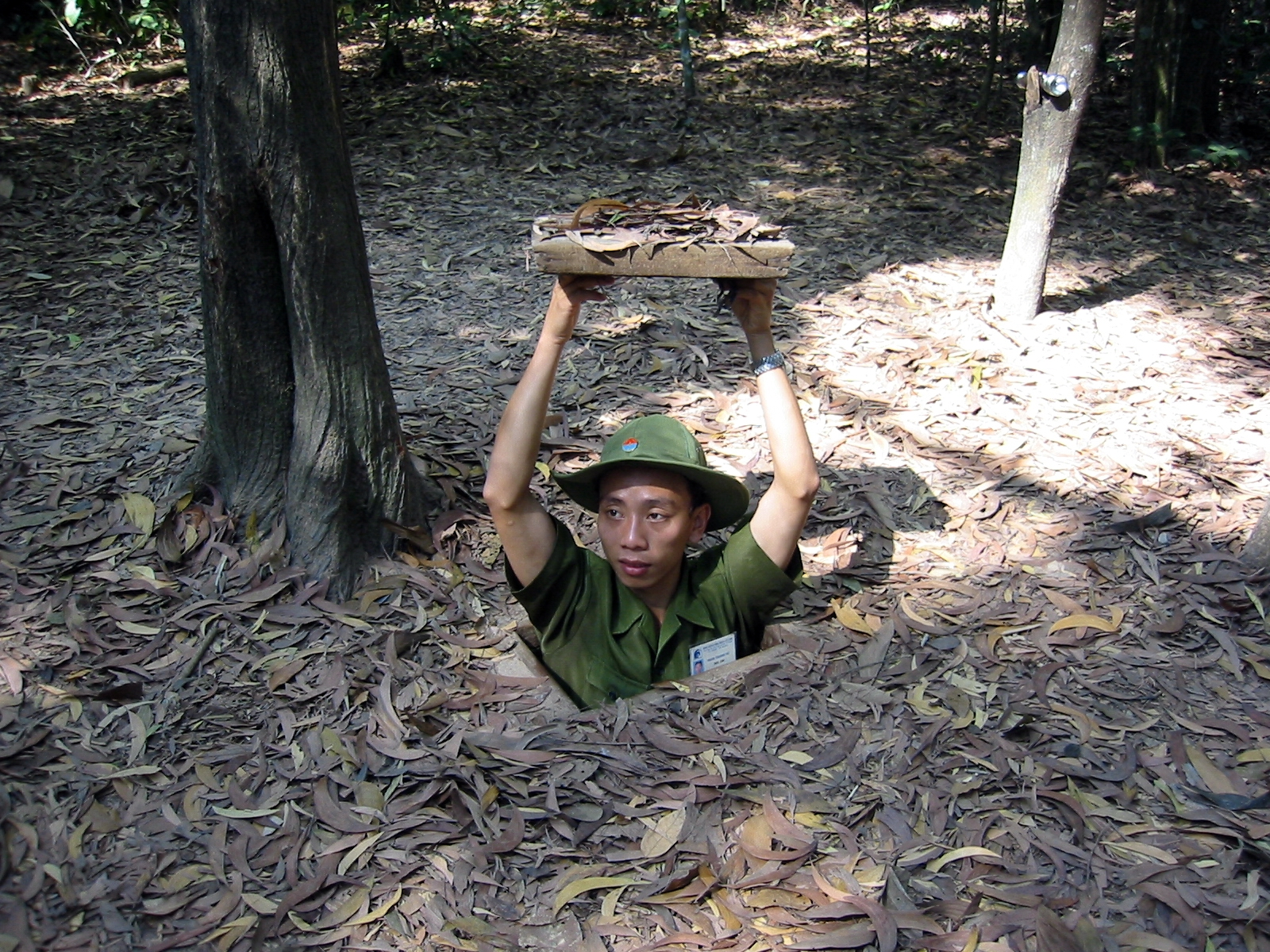
Ein Soldat demonstriert ein Einstiegsloch zu den Tunneln von Củ Chi

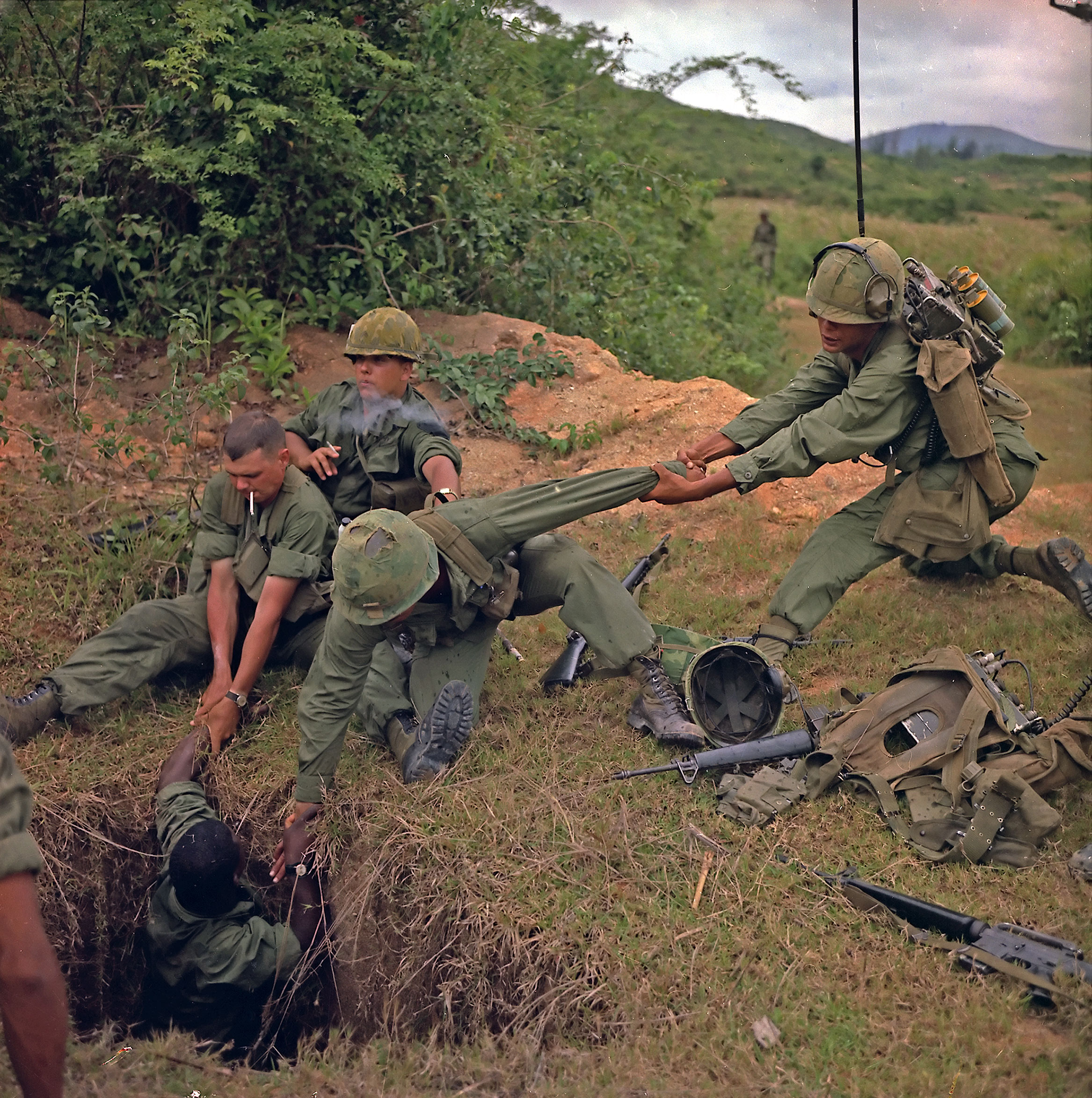
US-Amerikanische Gegenmaßnahmen durch sogenannte „Tunnelratten“, auch unter dem Begriff Search and Destroy bekannt

Die ersten Tunnel von Củ Chi entstanden 1948 im Krieg gegen die Kolonialmacht Frankreich, um Waffen, Vorräte und Menschen zu schützen. Nachdem die Japaner 1941/42 zunächst über die französischen Besatzer gesiegt hatten, jedoch 1945 gegenüber den USA kapitulierten, kehrten die französischen Besatzer nach Indochina zurück. In Indochina leisteten jedoch große Teile der autochthonen Bevölkerung Widerstand gegen die Besatzer (teils aus Unabhängigkeits- und Freiheitsstreben, teils aus Protest gegen unterdrückerische Besatzungspolitik, teils aus Nationalbewusstsein, teils aus sozialistischen Ideen heraus). Während die Franzosen vertrieben wurden, entsandten die USA Truppen nach Vietnam, die nach der Unabhängigkeit und Teilung des Landes in Südvietnam blieben. Als die entsandten US-Streitkräfte unweit von Củ Chi ein Hauptquartier errichteten, ahnten sie noch nicht, dass die Überfallenen dort unter der Erde agierten. In den 1960er-Jahren erweiterten vietnamesische Partisanen, die Vietcong, das Tunnelsystem in Ausdehnung und Tiefe massiv, bis es schließlich auf eine Gesamtlänge von 200 km auf drei Ebenen angewachsen war. Unter der Erde waren ganze Städte entstanden mit Schulen, Lazaretten, Büros und Schlafgelegenheiten. Die unterirdischen Gebäude waren durch Tunnel von ca. 80 cm Höhe und 60 cm Breite verbunden. Als Eingänge dienten mit Grasbewuchs und Laub getarnte Klapptüren. Die Eingänge waren zudem durch einfache, aber wirkungsvolle Fallen wie Bambusspieße gesichert.
Die Củ Chi Tunnel liegen ca. 70 km nordwestlich von Ho-Chi-Minh-Stadt im Củ-Chi-Land-Distrikt.
Der Distrikt war die Basisstellung der Vietcong während der Tet-Offensive. Durch diese Tunnelanlage war der ebenso überraschende wie schnell geführte Angriff auf Saigon mit der kurzfristigen Besetzung der US-Botschaft durch die Vietnamesische Befreiungsbewegung möglich gewesen. Die Tet-Offensive gilt bei allen historischen Untersuchungen des Krieges als der Wendepunkt. Bis zum Jahr 1968 wurde der amerikanischen Öffentlichkeit vorgegaukelt, dass der Krieg bald gewonnen sei. Durch die kurzfristige Besetzung der amerikanischen Botschaft durch den Vietcong wurde die Öffentlichkeit und vor allen Dingen die Presse auf den amerikanischen Krieg aufmerksam. Ab diesem Zeitpunkt gruppierten sich die Antikriegsbewegungen in Amerika, die mit zum Ende des Vietnamkrieges beitrugen.
Die Tunnelanlage besaß drei Etagen. Die oberste lag 3 bis 4 m unter der Erde. Die zweite Etage lag 6 m unter der Erde und diente als Unterschlupf für Kinder, ältere Menschen und verletzte Soldaten. Die unterste, 8 bis 10 m unter der Erde, beherbergte Krankenhäuser und sonstige Heilstätten. Trotz mehrmaliger Versuche der amerikanischen Streitkräfte gelang ihnen nicht die Zerstörung der Tunnel – weder durch Fluten, noch durch starkes Bombardement mit B-52-Bombern, noch durch Einführen von Giftgas in die Anlage. Die Zerstörung des gesamten Tunnelsystems war nach Aussagen eines amerikanischen Kommandeurs wegen seiner Tiefe und Ausdehnung nicht möglich.
Von den geschätzt 18.000 Widerstandskämpfern kamen ein Drittel bei Kampfhandlungen um. Die Tunnelbewohner hatten ständige Attacken von Giftschlangen, Ratten und anderem Ungeziefer zu ertragen. Auch die enorme Hitze im gesamten Tunnel stellte ein großes Problem dar.
Der Versuch, die Tunnel durch Bombardierung durch B-52-Bomber zum Einsturz zu bringen, scheiterte. Da die Vietnamesen eine Art Siphon eingebaut hatten, war auch das Einleiten von Gas wirkungslos. Schließlich kamen „Tunnelratten“ (Spezialeinheiten zum Einstieg in die Tunnel) zum Einsatz.

## Neuere Zeit

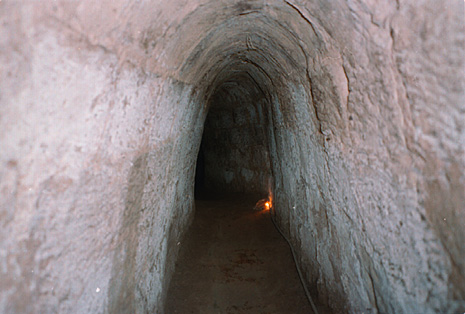
Ein Teil des Tunnels, der heute noch zu Touristenzwecken benutzt wird.

In Củ Chi sind die meisten Tunnelsysteme verfallen oder verschüttet worden. Nur einige Gänge sind erhalten geblieben, in denen ein Museum zum Andenken an den Widerstand der Vietcong erinnert. Dort kann man ein 90 Meter langes Stück der extra für westliche Touristen auf 1,20 Meter Höhe und 0,80 Meter Breite vergrößerten Gänge besichtigen.